# Addax Team
Barwa Addax Team – hiszpański zespół startujący w wyścigach samochodowych, powstały na bazie zespołu Campos Racing założonego przez Adriána Camposa. Obecnie zespół jest własnością Alejandro Agaga. W historii startów ekipa pojawiała się w stawce serii GP2, Azjatyckiej serii GP2 oraz serii GP3.

## Starty wSerii GP2
W sezonie 2008 roku ekipa startowała jako Barwa International Campos Team.
| Rok  | Bolid              | Kierowcy            | Wyścigi | Wygrane | PP | NO | Pkt | M.K. | M.Z. |
| ---- | ------------------ | ------------------- | ------- | ------- | -- | -- | --- | ---- | ---- |
| 2008 | Dallara-Mecachrome | Witalij Pietrow     | 20      | 1       | 0  | 1  | 39  | 7    | 1    |
| 2008 | Dallara-Mecachrome | Ben Hanley          | 6       | 0       | 0  | 0  | 1   | 24   | 1    |
| 2008 | Dallara-Mecachrome | Lucas Di Grassi     | 14      | 3       | 0  | 2  | 63  | 3    | 1    |
| 2009 | Dallara-Mecachrome | Witalij Pietrow     | 20      | 2       | 2  | 2  | 75  | 2    | 2    |
| 2009 | Dallara-Mecachrome | Romain Grosjean     | 12      | 2       | 3  | 2  | 45  | 4    | 2    |
| 2009 | Dallara-Mecachrome | Davide Valsecchi    | 8       | 0       | 0  | 0  | 12  | 17   | 2    |
| 2010 | Dallara-Mecachrome | Giedo van der Garde | 20      | 0       | 0  | 0  | 39  | 7    | 2    |
| 2010 | Dallara-Mecachrome | Sergio Pérez        | 20      | 1       | 5  | 5  | 71  | 2    | 2    |
| 2011 | Dallara-Mecachrome | Charles Pic         | 18      | 2       | 3  | 0  | 52  | 4    | 1    |
| 2011 | Dallara-Mecachrome | Giedo van der Garde | 18      | 0       | 1  | 1  | 49  | 5    | 1    |
| 2012 | Dallara-Mecachrome | Johnny Cecotto Jr.  | 24      | 2       | 1  | 1  | 104 | 9    | 8    |
| 2012 | Dallara-Mecachrome | Josef Král          | 16      | 1       | 0  | 0  | 27  | 17   | 8    |
| 2012 | Dallara-Mecachrome | Dani Clos           | 4       | 0       | 0  | 0  | 0   | 28   | 8    |
| 2012 | Dallara-Mecachrome | Jake Rosenzweig     | 4       | 0       | 0  | 0  | 0   | 32   | 8    |
| 2013 | Dallara-Mecachrome | Jake Rosenzweig     | 22      | 0       | 0  | 0  | 0   | 28   | 12   |
| 2013 | Dallara-Mecachrome | Rio Haryanto        | 22      | 0       | 0  | 0  | 22  | 19   | 12   |

## Starty wserii GP3
| Rok  | Bolid           | Kierowcy            | Wyścigi | Wygrane | PP | NO | Pkt | M.K. | M.Z. |
| ---- | --------------- | ------------------- | ------- | ------- | -- | -- | --- | ---- | ---- |
| 2010 | Dallara-Renault | Felipe Guimarães    | 16      | 0       | 0  | 0  | 9   | 16   | 8    |
| 2010 | Dallara-Renault | Pablo Sánchez López | 16      | 0       | 0  | 0  | 0   | 30   | 8    |
| 2010 | Dallara-Renault | Mirko Bortolotti    | 16      | 0       | 0  | 0  | 16  | 11   | 8    |
| 2011 | Dallara-Renault | Dominic Storey      | 4       | 0       | 0  | 0  | 0   | 37   | 8    |
| 2011 | Dallara-Renault | Tom Dillmann        | 12      | 0       | 1  | 0  | 15  | 14   | 8    |
| 2011 | Dallara-Renault | Gabriel Chaves      | 16      | 0       | 0  | 0  | 8   | 19   | 8    |
| 2011 | Dallara-Renault | Dean Smith          | 14      | 0       | 0  | 1  | 18  | 12   | 8    |
| 2011 | Dallara-Renault | Vittorio Ghirelli   | 2       | 0       | 0  | 1  | 0   | 25   | 8    |

## Starty w azjatyckiej serii GP2
W sezonie 2008/2009 roku ekipa startowała jako Barwa International Campos Team.
| Rok       | Bolid              | Kierowcy            | Wyścigi | Wygrane | PP | NO | Pkt | M.K. | M.Z. |
| --------- | ------------------ | ------------------- | ------- | ------- | -- | -- | --- | ---- | ---- |
| 2008/2009 | Dallara-Mecachrome | Witalij Pietrow     | 11      | 1       | 0  | 0  | 28  | 5    | 3    |
| 2008/2009 | Dallara-Mecachrome | Sergio Pérez        | 11      | 2       | 0  | 1  | 26  | 7    | 3    |
| 2009/2010 | Dallara-Mecachrome | Max Chilton         | 8       | 0       | 0  | 0  | 2   | 18   | 10   |
| 2009/2010 | Dallara-Mecachrome | Giedo van der Garde | 2       | 0       | 0  | 0  | 0   | 34   | 10   |
| 2009/2010 | Dallara-Mecachrome | Luiz Razia          | 4       | 0       | 0  | 0  | 0   | 26   | 10   |
| 2009/2010 | Dallara-Mecachrome | Sergio Pérez        | 4       | 0       | 0  | 0  | 5   | 15   | 10   |
| 2009/2010 | Dallara-Mecachrome | Rodolfo González    | 4       | 0       | 0  | 0  | 0   | 29   | 10   |
| 2011      | Dallara-Mecachrome | Charles Pic         | 4       | 0       | 0  | 0  | 0   | 18   | 3    |
| 2011      | Dallara-Mecachrome | Giedo van der Garde | 4       | 0       | 0  | 0  | 16  | 3    | 3    |